# Desmopachria balionota
Desmopachria balionota är en skalbaggsart som beskrevs av K. B. Miller 2005. Desmopachria balionota ingår i släktet Desmopachria och familjen dykare. Inga underarter finns listade i Catalogue of Life.